# Monomma multi-punctatum
Monomma multi-punctatum là một loài bọ cánh cứng trong họ Zopheridae. Loài này được Pic miêu tả khoa học năm 1924.